# Sint-Jozefkerk (Zaandam)
De Sint-Jozefkerk in Zaandam is een rooms-katholieke kerk in de wijk Kogerveld in de Nederlandse plaats Zaandam (gemeente Zaanstad). De kerk is gelegen naast het station Zaandam Kogerveld. De kerk is in gebruik bij de parochie van Sint-Jozef in Zaandam.

## Beschrijving
De kerk werd in 1964 gebouwd door de architect Jan Strik. De kerk heeft een losstaande klokkentoren, die in de loop der jaren werd voorzien van een viertal luidklokken. De kerk is voorzien van een tweetal monumentale glas in loodramen, die zijn ontworpen door de glazenier Marius de Leeuw.

## Trivia
Op 8 juni 1992 werd in de vijver vlakbij de kerk het stoffelijk overschot gevonden van Milica van Doorn. De 19-jarige scholier bleek te zijn verkracht en op brute wijze te zijn vermoord. De dader Huseyin A. werd in 2018 veroordeeld tot 20 jaar celstraf voor deze zedenmoord.